# Gunthamund

Siliqua des Gunthamund, Karthago 484 n. Chr.

Gunthamund (* um 450; † 496), der König der Vandalen und Alanen (484–496), war der dritte rex des nordafrikanischen Vandalenreichs. Er war Nachfolger seines offenbar sehr unpopulären Onkels Hunerich und erfreute sich wohl schon allein aus diesem Grund erheblicher Beliebtheit.

## Herkunft
Gunthamund war der zweite Sohn des Gento, des vierten und jüngsten Sohns Geiserichs, des Begründers des Vandalenreiches in Afrika. Weil zahlreiche Familienmitglieder Geiserichs in jungem Alter starben, sah Gunthamund sich selbst als ältestes männliches Familienmitglied an, nachdem Hunerich 484 gestorben war. In Übereinstimmung mit den Gesetzen seines Großvaters über die Thronnachfolge (siehe Seniorat) wurde er zum König ausgerufen.

## Regentschaft
Gunthamund zog für seine Regierung Nutzen aus der Tatsache, dass mächtige Feinde der Vandalen, namentlich die Westgoten, Ostgoten und Ostrom, in schwere Kriege oder innere Wirren verwickelt waren. Obwohl die Macht der Vandalen seit Geiserichs Tod im Abstieg begriffen war, erfreute man sich unter Gunthamund insgesamt friedlicher Zeiten. Gunthamund nahm auch Abstand von den Verfolgungen der Katholischen Kirche, die mit Hunerich begonnen hatten, und stabilisierte die Wirtschaft des Reiches, die ebenfalls unter Hunerich eine Krise erlitten hatte. 
Zu diesem Zweck ließ der König eine umfassende Münzreform durchführen. Hatten sich die Vandalenkönige in den Jahrzehnten zuvor am hergebrachten römischen Währungssystem orientiert und lediglich einige kaiserliche Münzen gegengestempelt oder umgeprägt, um ihren eigenen Herrschaftsanspruch zu dokumentieren, so ließ Gunthamund zwar die Goldwährung, den solidus, unverändert, führte aber eine neue Silberwährung ein. Diese kannte die Nennwerte 100, 50 und 25 denarii, wobei die 100-Denar-Münze auch siliqua genannt wurde. Die Silberwährung wurde sodann um eine weitere Serie an Münzen aus unedlem Metall – für alltägliche Geschäfte – ergänzt, die den Nennwert 42, 21, 12 oder vier nummi hatten. Dabei entsprachen zwölf 42-nummi-Münzen einem denarius und 12.000 nummi einem solidus. Diese Münzreform, die vor allem das Volumen an kleinen Münzen massiv erhöhte, erwies sich als so erfolgreich, dass der oströmische Kaiser Anastasius im Jahr 498 eine große Münzreform im Imperium Romanum durchführte, die sich, mit Abweichungen im Detail, an Gunthamunds System orientierte.
Gunthamund starb als Mittvierziger. Sein Bruder Thrasamund folgte ihm und war in seiner Regierungszeit mit für sein Reich bedrohlichen Entwicklungen konfrontiert.